# باولو سانتوس
باولو سانتوس (بالبرتغالية: Paulo Jorge da Silva dos Santos) (مواليد 11 ديسمبر 1972) هو لاعب كرة قدم. مثل منتخب البرتغال لكرة القدم. سبق له أن لعب في كأس العالم لكرة القدم مع منتخب بلاده.

## روابط خارجية
- باولو سانتوس على موقع قاعدة بيانات كرة القدم.إي يو (الإنجليزية)
- باولو سانتوس على موقع ناشيونال فوتبول تيمز (الإنجليزية)
- باولو سانتوس على موقع عالم كرة القدم.نت (الإنجليزية)